# Ianoși, Bereg
Ianoși (în ucraineană Яноші) este localitatea de reședință a comunei Ianoși din raionul Bereg, regiunea Transcarpatia, Ucraina.

## Demografie
Componența lingvistică a localității Ianoși
     Maghiară (91,53%)
     Ucraineană (8,13%)
     Alte limbi (0,3%)
Conform recensământului din 2001, majoritatea populației localității Ianoși era vorbitoare de maghiară (91,53%), existând în minoritate și vorbitori de ucraineană (8,13%).